# Itapicuru (Bahia)
Itapicuru é um município brasileiro do estado da Bahia. Trata-se de um dos municípios mais antigos do estado, tendo sido criado em 1728.
É o município com o menor Índice de Desenvolvimento Humano (IDH) da Bahia.

## Topônimo
O topônimo Itapicuru é oriundo do tupi e significa “pedra chata” ou “laje cheia de seixos”, em referência ao leito do rio de mesmo nome.
Já o Dicionário de Tupi Antigo aponta outra origem: "Itapicuru (rio da BA). Nome que remonta ao primeiro século do Brasil: "Destes houve muitas insignes victorias ate que ficaram subjeitos todos os Indios comarcãos da Baya desde Camamu ate o Itapucuru (...)". De itá + puku + ry [de y (t, t)]: rio das pedras compridas."

## História
O território que compõe o atual município de Itapicuru era habitado originalmente pelos povos indígenas cariris, paiaiás e tupinambás, os quais foram enfraquecidos pelos colonizadores portugueses em razão dos constantes ataques feitos a esses povos originários durante o século XVI pelo administrador colonial português Garcia D'Ávila que ocupou estas terras para incorporá-las à sesmaria que lhe havia sido doada por Tomé de Sousa, a Casa da Torre, possivelmente um filho bastardo dele de acordo com a historiografia contemporânea, a exemplo do historiador Luiz Alberto Moniz Bandeira.
No século XVII, houve a consolidação da colonização do território, com a distribuição de sesmarias. Em 1639, os indígenas remanescentes da região de Itapicuru foram reunidos em um aldeamento organizado pelos franciscanos denominado de Missão de Nossa Senhora da Saúde, também chamada de Missão de Santo Antônio. Em 1648, a 6 km da Missão de Nossa Senhora da Saúde, desbravadores, dentre os quais estavam Manoel Barbosa de Matos, ergueram uma capelinha em louvor a Nossa Senhora de Nazaré, em cujos arredores surgiu um povoado, que foi elevado à categoria de freguesia em 1698, com o nome de Nossa Senhora de Nazaré do Itapicuru de Cima. A partir de 1700, devido a uma petição dirigida ao Rei de Portugal pelo vigário Giraldo Correia de Lima, essa freguesia passou a receber côngrua.
No século XVIII, o rei de Portugal expediu uma Carta Régia dirigida ao vice-rei do Brasil, na qual ele solicitava notícias sobre a freguesia de Itapicuru de Cima e autorizando que, a depender das condições existentes, ela poderia ser elevada vila. Em razão das informações dadas pelo governante colonial e das condições históricas e sociais verificadas, a freguesia de Nossa Senhora de Nazaré do Itapicuru de Cima foi elevada à categoria de vila, com o nome de Itapicuru de Cima, em 28 de abril de 1728, pelo então vice-rei do Brasil, Conde de Sabugosa.
Vários municípios da região do Nordeste Baiano anteriormente pertenceram à vila de Itapicuru de Cima e dela se desmembraram diretamente vilas como Pombal (1758), Soure (1758 ou 1759), Jeremoabo (1831), Tucano (1837) e Monte Santo (1837).
Em 1820, os habitantes da vila de Itapicuru de Cima fizeram uma petição, por meio da qual solicitavam a mudança da sede da vila para a antiga Missão de Nossa Senhora da Saúde, o que só ocorreu por meio de decreto de 25 de outubro de 1831, após a petição ser deferida. No entanto, a sede da freguesia continuou na antiga sede da vila, a qual passou a ficar conhecida como "Vila Velha".
A Resolução provincial n° 1.171, de 8 de março de 1872, transferiu a sede da Freguesia de Nossa Senhora da Conceição do Itapicuru de Cima para a antiga Missão, onde já estava a sede da vila.
De acordo com a historiadora Consuelo Pondé de Sena, Itapicuru é um topônimo de origem indígena na língua geral tupi que significaria "laje caroçuda", por causa das espécies de rochas que haviam sido encontradas pelos indígenas que habitavam a região. Sobre o antigo povoamento indígena, a mesma autora encontrou um depoimento do Presidente da Província da Bahia datado de 01 de março de 1851, no qual é encontrado um relatório sobre o estado das aldeias indígenas da Província da Bahia, em que se encontram informações sobre as populações originárias que viviam no território do município.
Por meio dos decretos estaduais n° 7455 de 23 de junho de 1931 e 7479 de 8 de julho de 1931, o município de Itapicuru de Cima foi extinto e seu território foi anexado aos municípios de Inhambupe e Rio Real.
O município de Itapicuru de Cima foi recriado, com o nome Itapicuru, com territórios desmembrados de Inhambupe e Rio Real, por meio do Decreto nº 8447, de 27 de maio de 1933, sendo reinstalado em 24 de junho do mesmo ano.
Em 1946, o nome Itapicuru de Cima foi simplificado oficialmente para “Itapicuru”, embora essa redução já fosse utilizada há décadas, já constando em jornais em 1875.
Após sua segunda emancipação, Itapicuru perdeu partes de seu território para a criação dos municípios de Olindina (1958) e Crisópolis (1962).

## Demografia

### População
A população de Itapicuru é de 31 679 habitantes, de acordo com o Censo 2022 do Instituto Brasileiro de Geografia e Estatística (IBGE).

### Desenvolvimento Humano
O IDH municipal de Itapicuru é 0,486, em 2010. O município está situado na faixa de Desenvolvimento Humano com o índice muito baixo.
Componentes do IDH do município em 2010:
- Educação: 0,319;[6]
- Renda: 0,505;[6]
- Longevidade: 0,711.[6]

## Organização Político-Administrativa
O Município de Itapicuru possui uma estrutura político-administrativa composta pelo Poder Executivo, chefiado por um Prefeito eleito por sufrágio universal e pelo Poder Legislativo, institucionalizado pela Câmara Municipal de Itapicuru, órgão colegiado de representação dos munícipes que é composto por vereadores também eleitos por sufrágio universal.
A administração pública municipal de Itapicuru é composta pelo chefe do Poder Executivo, pelos secretários municipais e pelos dirigentes de outros órgãos e entidades da administração direta e indireta, sendo que os ocupantes destes últimos cargos em comissão são nomeados pelo prefeito.